# 全米陸上競技選手権大会
全米陸上競技選手権大会（ぜんべいりくじょうきょうぎせんしゅけんたいかい、英語: USA Outdoor Track and Field Championships）は、全米陸上競技連盟（USATF）が主催する、毎年開催の陸上競技大会で、アメリカ合衆国の国内選手権大会。1992年以降、夏季オリンピックまたは世界陸上競技選手権大会開催年は、両大会の代表選考会を兼ねる。

## 歴史
アメリカの陸上競技選手権大会の歴史は、1876年にニューヨーク陸上競技クラブ（NYAC）が国内選手権大会の運営を決定したことに始まる。それ以前の1870年からNYACは春と秋に競技会を開いていたが、第7回秋季競技会を第1回の全米大会とした。アメリカアマチュア競技連盟（National Association of Amateur Athletes of America、NAAAA）が1879年から大会のスポンサーとなり、1887年からNAAAAが主催者となった。当時、NAAAAよりも力のある陸上競技組織であったアマチュア運動連合（AAU）は、別の競技会を開くことにした。そして1888年には2つの国内選手権大会が開かれることとなったが、翌年からはAAUが大会の唯一の主催者としてほぼ1世紀に渡って国内競技会の主催者となる。
1978年アマチュアスポーツ法が制定された結果、AAUはオリンピック競技に関して何の権限も持たないこととなり、AAUから派生したザ・アスレチック・コングレス（The Athletics Congress、TAC）が1980年に初めて全米選手権を開催した。TACは1993年に全米陸上競技連盟（USATF）に改名し、今日まで全米選手権を主催している。

## 実施種目
以下の種目が実施されている。
- 短距離走：100m、200m、400m
- 中距離走：800m、1500m
- 長距離走：5000m、10000m
- ハードル競走：100mH（女子）、110mH（男子）、400mH
- 障害物競走：3000mSC
- 跳躍競技：走幅跳、三段跳、走高跳、棒高跳
- 投擲競技：砲丸投、円盤投、ハンマー投、やり投
- 混成競技：七種競技（女子）、十種競技（男子）
- 競歩：20kmW（ロード／トラック）

1928年までは全種目でヤードを採用していた。1929年以降は、オリンピック開催年はメートルで、それ以外の年はヤードを利用した（1933年から1951年までと1959年を除く）。走種目は1974年以前まで、ヤードでのみ測定していた。

## 大会一覧

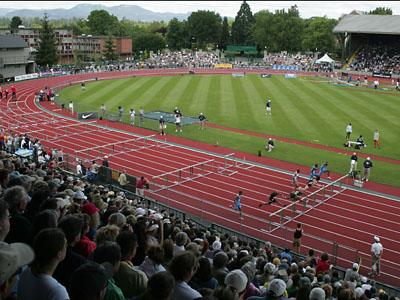
ヘイワード・フィールド
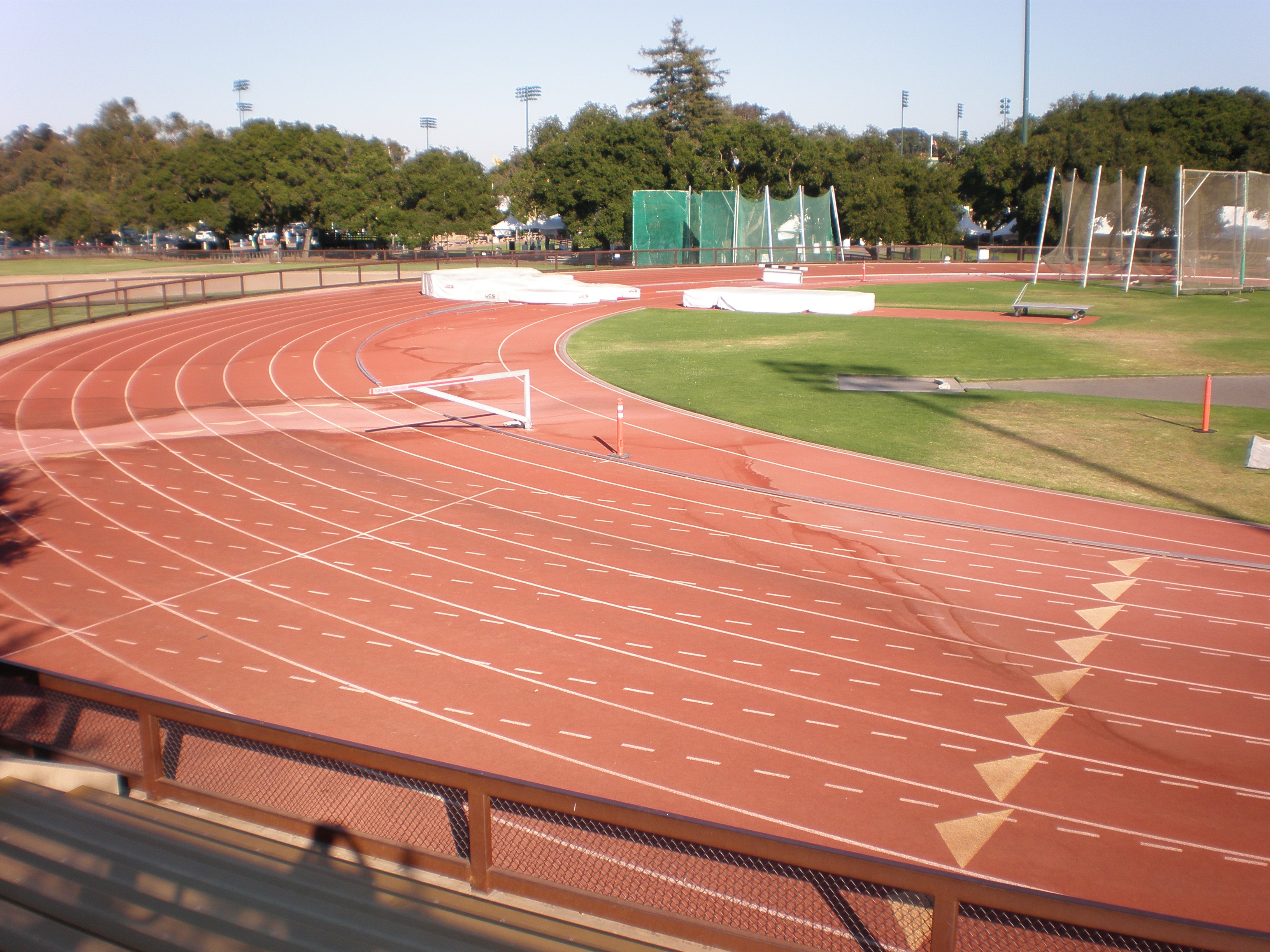
コブ・トラック・アンド・エンジェル・フィールド

| 年                                | 開催都市                         | 競技場                                                                                    | 日程             |
| --------------------------------- | -------------------------------- | ----------------------------------------------------------------------------------------- | ---------------- |
| 2014                              | ノースカロライナ州ローリー       | ノースカロライナ州立大学ポール・デール・トラック                                          | 6月20日 - 24日   |
| 2013                              | アイオワ州デモイン               | ドレーク大学ドレークスタジアム                                                            | 6月19日 - 23日   |
| 2012                              | オレゴン州ユージーン             | オレゴン大学ヘイワード・フィールド                                                        | 6月21日 - 7月1日 |
| 2011                              | オレゴン州ユージーン             | オレゴン大学ヘイワード・フィールド                                                        | 6月23日 - 26日   |
| 2010                              | アイオワ州デモイン               | ドレーク大学ドレークスタジアム                                                            | 6月23日 - 27日   |
| 2009                              | オレゴン州ユージーン             | オレゴン大学ヘイワード・フィールド                                                        | 6月25日 - 28日   |
| 2008                              | オレゴン州ユージーン             | オレゴン大学ヘイワード・フィールド                                                        | 6月27日 - 7月6日 |
| 2007                              | インディアナ州インディアナポリス | IU Michael A. Carroll Track & Soccer Stadium                                              | 6月20日 - 24日   |
| 2006                              | インディアナ州インディアナポリス | IU Michael A. Carroll Track & Soccer Stadium                                              | 6月21日 - 25日   |
| 2005                              | カリフォルニア州カーソン         | ホーム・デポ・センター                                                                    | 6月23日 - 26日   |
| 2004                              | カリフォルニア州サクラメント     | Alex G. Spanos Sports Complex／カリフォルニア州立大学サクラメント校ホーネット・スタジアム | 7月9日 - 18日    |
| 2003                              | カリフォルニア州パロアルト       | スタンフォード大学コブ・トラック・アンド・エンジェル・フィールド                          | 6月19日 - 22日   |
| 2002                              | カリフォルニア州パロアルト       | スタンフォード大学コブ・トラック・アンド・エンジェル・フィールド                          | 6月21日 - 23日   |
| 2001                              | オレゴン州ユージーン             | オレゴン大学ヘイワード・フィールド                                                        | 6月21日 - 24日   |
| 2000                              | カリフォルニア州サクラメント     | カリフォルニア州立大学サクラメント校ホーネット・スタジアム                                | 7月14日 - 23日   |
| 1999                              | オレゴン州ユージーン             | オレゴン大学ヘイワード・フィールド                                                        | 6月24日 - 27日   |
| 1998                              | ルイジアナ州ニューオーリンズ     | タッド・ゴームレイ・スタジアム                                                            |                  |
| 1997                              | インディアナ州インディアナポリス | IU Michael A. Carroll Track & Soccer Stadium                                              |                  |
| 1996                              | ジョージア州アトランタ           | センテニアル・オリンピックスタジアム                                                      |                  |
| 1995                              | カリフォルニア州サクラメント     | カリフォルニア州立大学サクラメント校ホーネット・スタジアム                                |                  |
| 1994                              | テネシー州ノックスビル           |                                                                                           |                  |
| 1993                              | オレゴン州ユージーン             | オレゴン大学ヘイワード・フィールド                                                        |                  |
| The Athletics Congress of the USA |                                  |                                                                                           |                  |
| 1992                              | ルイジアナ州ニューオーリンズ     | タッド・ゴームレイ・スタジアム                                                            |                  |
| 1991                              | ニューヨーク州ニューヨーク       | ダウニング・スタジアム                                                                    |                  |
| 1990                              | カリフォルニア州ノーウォーク     | セリトス大学                                                                              |                  |
| 1989                              | テキサス州ヒューストン           |                                                                                           |                  |
| 1988                              | フロリダ州タンパ                 |                                                                                           |                  |
| 1987                              | カリフォルニア州サンノゼ         | サンノゼ市立大学                                                                          |                  |
| 1986                              | オレゴン州ユージーン             | オレゴン大学ヘイワード・フィールド                                                        |                  |
| 1985                              | インディアナ州インディアナポリス | IU Michael A. Carroll Track & Soccer Stadium                                              |                  |
| 1984                              | カリフォルニア州サンノゼ         | サンノゼ市立大学                                                                          |                  |
| 1983                              | インディアナ州インディアナポリス | IU Michael A. Carroll Track & Soccer Stadium                                              |                  |
| 1982                              | テネシー州ノックスビル           |                                                                                           |                  |
| 1981                              | カリフォルニア州サクラメント     | サクラメント市立短期大学Charles C. Hughes Stadium                                         |                  |
| 1980                              | カリフォルニア州ウォルナット     | マウントサンアントニオ大学ヒルマー・ロッジ・スタジアム                                    |                  |
| Amateur Athletic Union            |                                  |                                                                                           |                  |
| 1979                              | カリフォルニア州ウォルナット     | マウントサンアントニオ大学ヒルマー・ロッジ・スタジアム                                    |                  |
| 1978                              | カリフォルニア州ロサンゼルス     | カリフォルニア大学ロサンゼルス校ドレークスタジアム                                        |                  |
| 1977                              | カリフォルニア州ロサンゼルス     | カリフォルニア大学ロサンゼルス校ドレークスタジアム                                        |                  |
| 1976                              | カリフォルニア州ロサンゼルス     | カリフォルニア大学ロサンゼルス校ドレークスタジアム                                        |                  |

### 男女別競技会
| 年   | 男子                                 | 男子                                               | 男子 | 女子                                 | 女子                                               | 女子 |
| ---- | ------------------------------------ | -------------------------------------------------- | ---- | ------------------------------------ | -------------------------------------------------- | ---- |
| 年   | 開催都市                             | 競技場                                             | 日程 | 開催都市                             | 競技場                                             | 日程 |
| 1975 | オレゴン州ユージーン                 | オレゴン大学ヘイワード・フィールド                 |      | ニューヨーク州ホワイト・プレインズ   |                                                    |      |
| 1974 | カリフォルニア州ロサンゼルス         | カリフォルニア大学ロサンゼルス校ドレークスタジアム |      | カリフォルニア州ベーカーズフィールド | メモリアルスタジアム                               |      |
| 1973 | カリフォルニア州ベーカーズフィールド | メモリアルスタジアム                               |      | カリフォルニア州アーバイン           | カリフォルニア大学アーバイン校                     |      |
| 1972 | ワシントン州シアトル                 | ハスキースタジアム                                 |      | オハイオ州カントン                   |                                                    |      |
| 1971 | オレゴン州ユージーン                 | オレゴン大学ヘイワード・フィールド                 |      | カリフォルニア州ベーカーズフィールド | メモリアルスタジアム                               |      |
| 1970 | カリフォルニア州ベーカーズフィールド | メモリアルスタジアム                               |      | カリフォルニア州ロサンゼルス         | カリフォルニア大学ロサンゼルス校ドレークスタジアム |      |
| 1969 | フロリダ州マイアミ                   |                                                    |      | オハイオ州デイトン                   |                                                    |      |
| 1968 | カリフォルニア州サクラメント         | サクラメント市立短期大学Charles C. Hughes Stadium  |      | コロラド州オーロラ                   |                                                    |      |
| 1967 | カリフォルニア州ベーカーズフィールド | メモリアルスタジアム                               |      | カリフォルニア州サンタバーバラ       |                                                    |      |
| 1966 | ニューヨーク州ニューヨーク           |                                                    |      |                                      |                                                    |      |
| 1965 | カリフォルニア州サンディエゴ         |                                                    |      |                                      |                                                    |      |
| 1964 | カナダニューブランズウィック州       |                                                    |      |                                      |                                                    |      |

## 大会記録
| 種目              | 男子                   | 男子       | 男子                 | 男子               | 男子     | 男子 | 女子                             | 女子       | 女子                 | 女子               | 女子          | 女子 |
| 種目              | 選手                   | 記録       | 日                   | 都市               | 備考     | 映像 | 選手                             | 記録       | 日                   | 都市               | 備考          | 映像 |
| ----------------- | ---------------------- | ---------- | -------------------- | ------------------ | -------- | ---- | -------------------------------- | ---------- | -------------------- | ------------------ | ------------- | ---- |
| 100m              | タイソン・ゲイ         | 9.75       | 2013年6月21日        | デモイン           | [ 5 ]    |      | マリオン・ジョーンズ             | 10.72      | 1998年6月20日        | ニューオーリンズ   |               |      |
| 200m              | タイソン・ゲイ         | 19.62      | 2007年6月24日        | インディアナポリス | -0.3 m/s |      | アリソン・フェリックス           | 21.69      | 2012年6月30日        | ユージーン         | +1.0 m/s      |      |
| 400m              | マイケル・ジョンソン   | 43.44      | 1996年6月19日        | アトランタ         |          |      | サーニャ・リチャーズ＝ロス       | 49.27      | 2006年6月24日        | インディアナポリス |               |      |
| 800m              | デュアン・ソロモン     | 1:43.27    | 2013年6月23日        | デモイン           | [ 7 ]    |      | メレディス・レイニー＝ヴァルモン | 1:57.04    | 1996年6月17日        | アトランタ         |               |      |
| 1500m             | アラン・ウェッブ       | 3:34.82    | 2007年6月24日        | インディアナポリス | [ 8 ]    |      | レジナ・ジャコブス               | 4:01.01    | 2000年7月16日        | サクラメント       |               |      |
| 3000m             | -                      | -          |                      |                    |          |      | メアリー・デッカー               | 8:38.36    | 1983年6月19日        | インディアナポリス |               |      |
| 5000m             | Tim Broe               | 13:12.76   | 2005年6月24日        | カーソン           |          |      | レジナ・ジャコブス               | 14:45.35   | 2000年7月21日        | サクラメント       |               |      |
| 10000m            | ゲーレン・ラップ       | 27:25.33   | 2012年6月22日        | ユージーン         | [ 9 ]    |      | シャレーン・フラナガン           | 30:59.97   | 2011年6月23日        | ユージーン         | [ 10 ] [ 11 ] |      |
| 100mH             | —                      | —          |                      |                    |          |      | ブリアナ・ローリンズ             | 12.26      | 2013年6月22日        | デモイン           | +1.2 m/s      |      |
| 110mH             | アレン・ジョンソン     | 12.92      | 1996年6月23日        | アトランタ         |          |      | —                                | —          |                      |                    |               |      |
| 400mH             | ブライアン・ブロンソン | 47.03      | 1998年6月21日        | ニューオーリンズ   |          |      | シェーナ・ジョンソン             | 52.95      | 2004年7月11日        | サクラメント       |               |      |
| 3000mSC           | ダニエル・リンカーン   | 8:15.12    | 2004年7月15日        | サクラメント       |          |      | アンナ・ウィラード               | 9:27.59    | 2008年7月3日         | ユージーン         | [ 13 ]        |      |
| 走高跳            | ジェシー・ウィリアムズ | 2m37       | 2011年7月26日        | ユージーン         | [ 14 ]   |      | ションテ・ハワード               | 2m05       | 2010年6月26日        | デモイン           | [ 15 ]        |      |
| 棒高跳            | ジェフ・ハートウィグ   | 6m02       | 1999年6月27日        | ユージーン         |          |      | ジェニファー・スタチンスキ       | 4m92       | 2008年7月6日         | ユージーン         | [ 16 ]        |      |
| 走幅跳            | カール・ルイス         | 8m79       | 1983年6月19日        | インディアナポリス |          |      | ブリトニー・リース               | 7m19       | 2011年6月26日        | ユージーン         | +1.8 m/s      |      |
| 三段跳            | ウィリー・バンクス     | 17m97      | 1985年6月16日        | インディアナポリス |          |      | ティモベ・ハード                 | 14m45      | 2004年7月11日        | サクラメント       |               |      |
| 砲丸投            | アダム・ネルソン       | 22m22      | 2002年6月22日        | パロアルト         |          |      | ミシェル・カーター               | 20m24      | 2013年6月22日        | デモイン           | [ 12 ]        |      |
| 円盤投            | ジョン・パウエル       | 71m26      | 1984年6月9日         | サンノゼ           |          |      | リア・スタルマン（ オランダ）    | 67m58      | 1984年6月8日         | サンノゼ           |               |      |
| ハンマー投        | ランス・ディール       | 82m50      | 1994年6月17日        | ノックスビル       |          |      | アマンダ・ビングソン             | 75m73      | 2013年6月22日        | デモイン           | [ 12 ]        |      |
| やり投            | ブレアクス・グリア     | 91m29      | 2007年7月21日        | インディアナポリス | [ 18 ]   |      | カラ・パターソン                 | 66m67      | 2010年6月25日        | デモイン           | [ 19 ]        |      |
| 十種競技          | アシュトン・イートン   | 9039点     | 2012年6月22日 - 23日 | ユージーン         | [ 20 ]   |      | —                                | —          |                      |                    |               |      |
| 七種競技          | —                      | —          |                      |                    |          |      | ジャッキー・ジョイナー＝カーシー | 6979点     | 1987年6月23日 - 24日 | サンノゼ           |               |      |
| 20kmW（トラック） | トレヴァー・バロン     | 1:23:00.10 | 2012年6月22日        | ユージーン         | [ 6 ]    |      | テレサ・ヴァイル                 | 1:33:28.15 | 2005年               |                    | [ 21 ]        |      |
| 20kmW（ロード）   | カート・クローセン     | 1:23:34    |                      |                    |          |      | ミシェル・ロール                 | 1:32:39    | 2000年               |                    | [ 21 ]        |      |
| 10kmW（ロード）   | -                      | -          |                      |                    |          |      | テレサ・ヴァイル                 | 45:01      | 1995年               |                    | [ 21 ]        |      |